# Vásott szülők (film)
A Vásott szülők (eredeti cím: Parenthood) 1989-ben bemutatott amerikai családi dráma-filmvígjáték, amelyben Steve Martin, Tom Hulce, Rick Moranis, Martha Plimpton, Joaquin Phoenix (mint Leaf Phoenix), Keanu Reeves, Jason Robards, Mary Steenburgen és Dianne Wiest játssza a főszerepet.
A filmet Ron Howard rendezte, aki Lowell Ganz és Babaloo Mandel forgatókönyvírókkal közösen dolgozta ki a történetet. A film nagy része Howard, Ganz, Mandel és a producer Brian Grazer családi és szülői tapasztalatain alapul, akiknek legalább 17 gyermekük van. A forgatást a floridai Orlandóban és környékén készítették, néhány jelenet pedig a Floridai Egyetemen készült. A filmet két Oscar-díjra jelölték: Dianne Wiest a legjobb női mellékszereplőnek és Randy Newman a legjobb dalért, az „I Love to See You Smile”-ért.
A filmből 1990-ben és 2010-ben az NBC televíziós sorozatot készített. Az első sorozatot egy évad után leállították, a második sorozat pedig hat évadon át futott.

## Cselekmény
Buckmanék egy középnyugati család, akik mindannyian az életükkel foglalkoznak: elhidegült rokonok, gyermeknevelés, munkahelyi nyomás.

## Szereplők
- Steve Martin - Gilbert „Gil” Buckman
  - Max Elliott Slade - a fiatal Gil Buckman
- Dianne Wiest - Helen Buckman
- Mary Steenburgen- Karen Buckman
- Jason Robards - Francis „Frank” Buckman
- Rick Moranis - Nathan Huffner
- Tom Hulce - Lawrence „Larry” Buckman
- Martha Plimpton - Julia „Julie” Buckman-Higgins
- Keanu Reeves - Tod Higgins
- Harley Jane Kozak - Susan Huffner
- Eileen Ryan - Marilyn Buckman
- Leaf Phoenix - Gareth „Garry” Buckman-Lampkin
- Helen Shaw - nagymama
- Jasen Fisher - Kevin Buckman
- Paul Linke - George Bowman
- Alisan Porter - Taylor Buckman
- Ivyann Schwann - Patricia „Patty” Huffner
- Zachary La Voy - Justin Buckman
- Alex Burrall - Cool Buckman
- Charmin Lee - nővér a kórházban
- Dennis Dugan - David Brodsky

## Bevétel
A film a nyitóhétvégén az első helyen nyitott, 10 millió dolláros bevétellel. Végül több mint 100 millió dollárt hozott a hazai piacon és 126 milliót globálisan.

## Fordítás
- Ez a szócikk részben vagy egészben  a   Parenthood (film) című angol Wikipédia-szócikk fordításán alapul.  Az eredeti cikk szerkesztőit annak laptörténete sorolja fel. Ez a jelzés csupán a megfogalmazás eredetét és a szerzői jogokat jelzi, nem szolgál a cikkben szereplő információk forrásmegjelöléseként.